# Daniil Olegowitsch Trifonow
Daniil Olegowitsch Trifonow (russisch Даниил Олегович Трифонов; * 5. März 1991 in Nischni Nowgorod; u. a. engl./frz. Transkription Daniil Trifonov) ist ein russischer Pianist und Komponist.

## Leben
Daniil Trifonow stammt aus einer musikalischen Familie. Beide Eltern spielen Klavier, der Vater ist Komponist, die Mutter unterrichtet Musiktheorie. Im Alter von fünf Jahren begann Trifonow mit dem Klavierspiel und dem Komponieren. Die Eltern erkannten sein Talent und zogen daher nach Moskau, um ihm die bestmögliche Ausbildung zu ermöglichen. Von 2000 bis 2009 nahm er Unterricht am angesehenen Gnessin-Institut. Dort studierte er in der Klasse von Tatjana Zelikman Klavier und gleichzeitig ab 2006 Komposition. Anschließend wechselte er an das US-amerikanische Cleveland Institute of Music, um sich von 2009 bis 2011 unter der Obhut des Pianisten Sergei Babayan weiterzubilden.
Er gewann mehrere Klavierwettbewerbe und den 3. Preis beim internationalen Chopin-Wettbewerb 2010 in Warschau. In das Blickfeld der Öffentlichkeit rückte er, als er im Jahr 2011 „innerhalb von sechs Wochen in zwei internationalen Musikwettbewerben erste Preise, Goldmedaillen und Publikumspreise gewann“. Beim Arthur-Rubinstein-Wettbewerb in Tel Aviv errang er im Mai 2011 den 1. Preis; beim internationalen Tschaikowski-Wettbewerb in Moskau im Juni 2011 wurde er zusätzlich zur „Goldmedaille im Fach Klavier“ vom Jury-Vorsitzenden Waleri Gergijew mit dem Grand Prix des Gesamtwettbewerbs ausgezeichnet.
Trifonow konzertierte anschließend in seiner Heimat sowie in Österreich, Kanada, China, Deutschland, Italien, Israel, Japan, den Niederlanden, Polen, der Schweiz, der Türkei, Großbritannien und den USA. 2013 gab Daniil Trifonov ein vielbeachtetes Konzert in der New Yorker Carnegie Hall; ein Konzert-Mitschnitt wurde im Oktober 2013 unter dem Namen The Carnegie Recital von der Deutschen Grammophon veröffentlicht.
Der Musikkritiker Helmut Mauró nannte ihn nach seinem Deutschland-Debüt im Mai 2013 in der Berliner Philharmonie „eines der erfolgreichsten und unbegreiflichsten Klaviertalente der letzten Jahrzehnte“ und bescheinigte ihm eine „enorme Bewusstheit seines Tuns“. Norman Lebrecht konstatierte: „[…] ein Pianist für den Rest unseres Lebens.“ Alfred Brendel und Martha Argerich gehören ebenfalls zu den bekennenden Verehrern Trifonows. Argerich zeigte sich vor allem von der technischen Brillanz seines Klavierspiels angetan und ergänzte, dass sein Anschlag gleichzeitig „Zärtlichkeit und ein dämonisches Element“ enthalte. Sie habe „so was nie zuvor gehört“. Bereits 2014 erhielt Trifonow den ECHO Klassik als bester Nachwuchskünstler. Ende 2015 wurde ihm die Ehre zuteil, zusammen mit dem Royal Stockholm Philharmonic Orchestra unter Franz Welser-Möst beim Nobelpreis-Konzert in Stockholm aufzutreten. Im Dezember 2016 debütierte er bei den Berliner Philharmonikern unter Sir Simon Rattle mit dem 3. Klavierkonzert von Rachmaninow. Das Konzert wurde im öffentlich-rechtlichen Fernsehen und in rund „200 Kinos in 14 europäischen Ländern“ übertragen.
Neben seiner Tätigkeit als Pianist profiliert sich Trifonow auch als Komponist. Seine fünfsätzige Suite Rachmaniana, die er während seiner Studienzeit am Cleveland Institute of Music komponiert hat, ist Bestandteil seines im August 2015 veröffentlichten Debüt-Studioalbums Rachmaninov Variations.
Am 13. November 2015 wurde Trifonow in den Verwaltungsrat der New Yorker Philharmoniker berufen. Er lebt in New York. 
Seit 2017 ist Daniil Trifonow mit Judith Ramirez verheiratet, die im Verlagswesen arbeitet.
Das Paar hat einen gemeinsamen Sohn, der 2020 zur Welt gekommen ist.

## Auszeichnungen
- 2010: 3. Preis beim internationalen Chopin-Wettbewerb
- 2011: 1. Preis bei der Arthur Rubinstein International Piano Master Competition in Tel Aviv
- 2011: Goldmedaille im Fach Klavier und Grand Prix beim Tschaikowsky-Wettbewerb
- 2014: ECHO Klassik in der Kategorie Nachwuchskünstler des Jahres (Klavier) für die Einspielung von The Carnegie Recital[28]
- 2014: Nominierung für den Grammy Award 2015 in der Kategorie Bestes klassisches Instrumentalsolo für The Carnegie Recital
- 2015: Nominierung für den Grammy Award 2016 in der Kategorie Bestes klassisches Instrumentalsolo für Rachmaninov Variations
- 2016: Royal Philharmonic Society Music Award in der Kategorie Instrumentalist of the Year 2016 für seine Konzertreihe im Vereinigten Königreich mit dem London Symphony Orchestra und dem Philharmonia Orchestra[29]
- 2016: Gramophone Award in der Kategorie Artist of the Year[30]
- 2016: Edison in der Kategorie De Solist - Instrumentaal für Rachmaninov Variations.[31]
- 2017: Herbert-von-Karajan-Musikpreis[32]
- 2017: ECHO Klassik in der Kategorie Solistische Einspielung des Jahres (Musik 19. Jh.) für das Album „Transcendental“.
- 2017: Jahrespreis der Der deutschen Schallplattenkritik für Transcendental.[33]
- 2018: Opus Klassik in der Kategorie Instrumentalist des Jahres (Klavier) für das Album Chopin Evocations.
- 2021: Opus Klassik[34]

## Veröffentlichungen
- Frédéric Chopin: Etüde F-Dur op. 10 Nr. 8, Etüde gis-Moll op. 25 Nr. 6, Nocturne H-Dur op. 62 Nr. 1, Scherzo E-Dur op. 54, Walzer Es-Dur op. 18, Barcarolle Fis-Dur op. 60, Mazurkas op. 56 Nr. 1–3, Scherzo cis-Moll op. 39, Andante spianato et Grande Polonaise brillante op. 22, Rondo F-Dur op. 5, Polonaise-Fantasie As-Dur op. 61, Tarantelle As-Dur op. 43, Sonate h-Moll op. 58, Klavierkonzert e-Moll op. 11 – Warschau: Narodowy Institut Fryderyka Chopina, 2010
- Frédéric Chopin: Klavierkonzert e-Moll op. 11 (arr. für Streichorchester), Barcarolle Fis-Dur op. 60, Impromptu As-Dur op. 29, Impromptu Fis-Dur op. 36, Tarantella As-Dur op. 43 – Warschau: Dux, 2011
- Frédéric Chopin: Rondo F-Dur op. 5, Walzer Es-Dur op. 18, Etüde F-Dur op. 10 Nr. 8, Andante spianato et Grande Polonaise brillante op. 22, Mazurkas op. 56 Nr. 1–3, Sonate h-Moll op. 58 – Decca Records, 2011
- Peter Tschaikowsky: Klavierkonzert b-Moll op. 23; Franz Liszt: Bearbeitung von Liedern Schuberts und Schumanns – St. Petersburg: State Academy Mariinsky Theatre, 2012
- The Carnegie Recital, Live-Mitschnitt aus der Carnegie-Hall, New York, Deutsche Grammophon, 2013
- Rachmaninow Variations. Rhapsody On A Theme Of Paganini op. 43 mit dem Philadelphia Orchestra unter Leitung von Yannick Nézet-Séguin, Variations On A Theme Of Chopin op. 22, Trifonow: Rachmaniana, Variations On A Theme Of Corelli op. 42. Aufnahme des Klavierkonzerts im März 2015 im Kimmel Center for the Performing Arts in Philadelphia, die Solostücke ebenfalls im März 2015 in der Academy of Arts & Letters in New York City. Deutsche Grammophon, Juni 2015.
- Transcendental. Liszt: Études d’exécution transcendante, Konzertetüden Waldesrauschen und Gnomenreigen S. [Searle] 145, 3 Konzertetüden S. [Searle] 144, Grandes Études de Paganini S. [Searle] 141. Aufnahme in der Siemensvilla, Berlin-Lankwitz. Deutsche Grammophon, Oktober 2016.
- Preghiera. Rachmaninow: Trio élégiaque Nr. 1 g-Moll, Trio élégiaque Nr. 2 d-Moll, op. 9, Fritz Kreisler: Preghiera arrangiert nach dem 2. Satz des Klavierkonzerts Nr. 2 von Rachmaninow. Aufnahme im Trifolion in Echternach mit Gidon Kremer an der Violine und Giedre Dirvanauskaite am Violoncello. Deutsche Grammophon, Februar 2017.
- Chopin Evocations. Chopin: 2. Klavierkonzert f-Moll op. 21 mit dem Mahler Chamber Orchestra unter Pletnev in neuer Orchestrierung durch Pletnev, Variations sur „Là ci darem la mano“ de „Don Juan“ de Mozart für Solo-Klavier op. 2, Schumann: Carnaval op. 9 Nr. 9 bis 12, Edvard Grieg: Etüde „Hommage a Chopin“ op. 73 Nr. 5, Samuel Barber: Nocturne op. 33, Tschaikowsky: „Un poco di Chopin“ op. 72 Nr. 15, Chopin: Rondo in C-Dur für 2 Klaviere op. 73 mit Sergei Babayan, 1. Klavierkonzert e-Moll op. 11 mit dem Mahler Chamber Orchestra und neuer Orchestrierung durch Pletnev, Frederic Mompou: „Variations sur un thème de Chopin“, Chopin: Fantaisie-Impromptu in cis-Moll. Doppel-CD, Aufnahme der Solo-Stücke in der Friedrich-Ebert-Halle in Hamburg im April 2017, das Rondo in Bad Kissingen im Rossini-Saal im Juli 2017 und die Klavierkonzerte und das Impromptu im Konzerthaus Dortmund im April und Mai 2017. Deutsche Grammophon, Oktober 2017.
- Destination Rachmaninov. Departure. Sergei Rachmaninow, Klavierkonzert Nr. 2 c-Moll, op. 18, Klavierkonzert Nr. 4 g-Moll, op. 40; Johann Sebastian Bach: Suite aus Partita III E-Dur, BWV 1006, Transkription für Piano - Philadelphia Orchestra, Dirigent: Yannick Nézet-Séguin, Deutsche Grammophon, 2018.
- BACH: The Art of Life. Doppel-CD, Deutsche Grammophon, 2021 Solo Klavier Album mit Werken von Johann Christian Bach, Wilhelm Friedemann Bach, Carl Philipp Emanuel Bach, Johann Christoph Friedrich Bach sowie von Johann Sebastian Bach Die Kunst der Fuge
- My American Story – North, Deutsche Grammophon, 2024

## Werke
- Klavierkonzert in es-Moll (Uraufführung am 23. April 2014 mit dem Cleveland Institute of Music Orchestra unter Joel Smirnoff am Cleveland Institute of Music)
- Rachmaniana (Fünfsätzige Suite für Soloklavier)
- Sonata-Fantasie (Fantasie in vier Sätzen für Soloklavier, Uraufführung am 8. Mai 2015 beim Internationalen Klavierfestival La Roque-d’Anthéron)
- Quintetto Concertante (Klavierquintett, Uraufführung am 29. Juli 2018, Verbier Festival mit Daniil Trifonow am Klavier, Vilde Frang und Kirill Troussov an den Violinen, Ori Kam an der Viola und Clemens Hagen am Violoncello)

## Filme (Auswahl)
- Daniil Trifonov spielt Rachmaninow, Chopin, Skrjabin und Strauss. Konzertmitschnitt, 2013, 44 Min., Regie: Christopher Nupen, Produktion: arte, Erstausstrahlung: 18. Mai 2014 bei arte, Inhaltsangabe von arte, (Memento vom 10. September 2017 im Internet Archive).
- The Magics of Music & The Castelfranco Veneto Recital. Konzertmitschnitt, 2015, 103:00 Min., Regie: Christopher Nupen, Produktion: Allegro Films, Christopher Nupen Films, Naxos, DVD, Besprechung: [35][36].
- Ein neuer Chopin. Daniil Trifonov & Mikhail Pletnev. Konzertaufnahme, 2017, 53 Min., Regie: Christian Berger, Produktion: Bernhard Fleischer Moving Images, ZDF, arte, Deutsche Welle, Erstausstrahlung: 23. Oktober 2017 bei arte, Inhaltsangabe von arte, (Memento vom 22. Oktober 2017 im Internet Archive).
- Daniil Trifonov - Der Musik sei Dank. Regie: Denis Sneguirev und Christian Dumais-Lvowski, ARTE F, Frankreich, 43 Minuten, 2023